# Гаддон-Гайтс (Нью-Джерсі)
Гаддон-Гайтс (англ. Haddon Heights) — місто (англ. borough) в США, в окрузі Кемден штату Нью-Джерсі. Населення — 7495 осіб (2020).

## Географія
Гаддон-Гайтс розташований за координатами 39°52′45″ пн. ш. 75°3′57″ зх. д. / 39.87917° пн. ш. 75.06583° зх. д. (39.879127, -75.065918).  За даними Бюро перепису населення США в 2010 році місто мало площу 4,08 км², з яких 4,06 км² — суходіл та 0,01 км² — водойми.

## Демографія
Згідно з переписом 2010 року, у селищі мешкали 7473 особи в 2997 домогосподарствах у складі 2022 родин. Було 3159 помешкань
Расовий склад населення:
| - 95,5 % — білих - 1,3 % — азіатів - 1,1 % — чорних або афроамериканців - 0,2 % — корінних американців - 0,1 % — вихідців з тихоокеанських островів |

До двох чи більше рас належало 1,4 %. Частка іспаномовних становила 2,6 % від усіх жителів.
За віковим діапазоном населення розподілялося таким чином: 22,9 % — особи молодші 18 років, 61,1 % — особи у віці 18—64 років, 16,0 % — особи у віці 65 років та старші. Медіана віку мешканця становила 42,6 року. На 100 осіб жіночої статі у селищі припадало 91,5 чоловіків;  на 100 жінок у віці від 18 років та старших — 87,9 чоловіків також старших 18 років.
Середній дохід на одне домашнє господарство  становив 110 019 доларів США (медіана — 88 162), а середній дохід на одну сім'ю — 134 825 доларів (медіана — 115 658). Медіана доходів становила 78 385 доларів для чоловіків та 58 295 доларів для жінок. За межею бідності перебувало 3,5 % осіб, у тому числі 2,5 % дітей у віці до 18 років та 3,7 % осіб у віці 65 років та старших.
Цивільне працевлаштоване населення становило 3842 особи. Основні галузі зайнятості: освіта, охорона здоров'я та соціальна допомога — 30,9 %, науковці, спеціалісти, менеджери — 14,8 %, фінанси, страхування та нерухомість — 9,3 %, мистецтво, розваги та відпочинок — 8,0 %.